# Erőss Pál
Erőss Pál (Kömörő, 1934. június 22. – 2021. május 23.) magyar ügyvéd, bíró, népszerű televíziós személyiség, a Magyar Köztársasági Érdemrend középkeresztjével kitüntetett jogász.
Televíziós szereplése nyomán az emberek tréfásan Jogerős Pálnak is nevezték.

## Életpályája
Ősei református kisnemesek, lelkészek, tanítók. Nyolc évig  volt a Debreceni Református Kollégium diákja. 1956-ban fejezte be jogi tanulmányait a budapesti Eötvös Loránd Tudományegyetemen „summa cum laude” minősítéssel. Pályáját bírósági fogalmazóként kezdte. 1960-tól kerületi bírósági bíró, majd fővárosi bírósági tanácselnök, 1979-től legfelsőbb bírósági bíró. Ebben a minőségében vezette 1981-től  az Igazságügyi Minisztérium Polgári Osztályát. Munkája mellett 1978-tól a Magyar Televízió Jogi esetek című műsorában 12 éven át állandó jogi szakértőként működött, ami óriási sikert és népszerűséget hozott számára.  1989-ben  Kulcsár Kálmán miniszter és Sárközy Tamás államtitkár a munkájára nem tartott igényt.
Mint ügyvéd a rendszerváltás után néhány „spontán privatizált” nagyvállalat visszaszerzésével próbálkozott. A 2006-os őszi rendőri brutalitás áldozatainak a megsegítése érdekében kollégáival és ismert személyiségekkel közösen létrehozta a Ne Féljetek Alapítványt, amely több millió forintot osztott ki azoknak, akik maradandó sérülést szenvedtek.
Munkájának elismeréseképpen SZOT-díjat, Munka Érdemrendet kapott, kétszer részesült az MTV nívódíjában, továbbá megkapta az Igazságügy kiváló dolgozója és a Magyar Találmányi Hivatal kiváló dolgozója kitüntetést.
2010. október 23-án a köztársasági elnök a jogszabályoknak a széles közvélemény számára szuggesztív, kiváló retorikai képességekkel és bölcsességgel történő megismertetése és közérthetővé tétele, valamint ügyvédi, bírói és közéleti tevékenysége, életútja elismeréseként részére a Magyar Köztársasági Érdemrend középkeresztje kitüntetést adományozta.

## Családja
1956-ban feleségül vette Mádl Terézt, Mádl Ferenc későbbi köztársasági elnök testvérét, akitől két lánya született, Mónika (1959) és Eszter (1968), akik szintén jogászok. Öt unokája van, valamint hat dédunokája.
Egyik unokája Magyar Péter jogász, politikus.